# Vuelta al Táchira 1969
La 4.ª edición de la Vuelta al Táchira se disputó desde el 11 hasta el 19 de enero de 1969.
Perteneció al calendario de la Federación Venezolana de Ciclismo. El recorrido contó con 9 etapas y 1238 km, transitando el departamento colombiano de Norte de Santander y por los estados Barinas, Mérida y Táchira.
El ganador fue el colombiano Álvaro Pachón del equipo Selección de Antioquia, quien fue escoltado en el podio por Hernando Gómez y Nicolás Reidtler.
Las clasificaciones secundarias fueron; Óscar González la montaña, el sprints para Luis Díaz, y la clasificación por equipos la ganó Selección de Cundinamarca.

## Equipos participantes
Participaron varios equipos conformados por entre 6 y 8 corredores, con equipos de Venezuela y Colombia.
| - Lotería del Táchira - Selección de Táchira - Selección de Táchira B - Selección de Táchira C - Selección de Zulia - Selección de Trujillo - Selección de Santa Bárbara - Selección de Mérida | - Selección de Valle del Cauca - Selección de Cundinamarca - Selección de Antioquia - Selección de Norte de Santander |

## Etapas
| Etapa | Fecha       | Recorrido                     | Km  | Ganador         | Lider            |
| 1ª    | 11 de enero | Circuito en San Cristóbal     | 110 | Luis Díaz       | Luis Díaz        |
| 2ª    | 12 de enero | San Cristóbal - Santa Bárbara | 150 | Álvaro Ospina   | Nicolás Reidtler |
| 3ª    | 13 de enero | Santa Bárbara - Barinas       | 150 | Santos Bermúdez | Álvaro Pachón    |
| 4ª    | 14 de enero | Barinas - Mérida              | 178 | Álvaro Pachón   | Álvaro Pachón    |
| 5ª    | 15 de enero | Mérida - Tovar                | 91  | Óscar González  | Álvaro Pachón    |
| 6ª    | 16 de enero | Tovar - La Grita              | 140 | Fernando Fontes | Álvaro Pachón    |
| 7ª    | 17 de enero | La Grita - Rubio              | 139 | Fernando Fontes | Álvaro Pachón    |
| 8ª    | 18 de enero | Rubio - Pamplona              | 135 | Luis Reategui   | Álvaro Pachón    |
| 9ª    | 19 de enero | Pamplona - San Cristóbal      | 145 | Fernando Fontes | Álvaro Pachón    |

## Clasificaciones

### Clasificación general
| Posición | Ciclista         | Equipo                       | Tiempo     |
|          | Álvaro Pachón    | Selección de Cundinamarca    | 35:25:28   |
| 2º       | Hernando Gómez   | Selección de Cundinamarca    | + 00:03:29 |
| 3º       | Nicolás Reidtler | Selección de Táchira         | + 00:07:50 |
| 4º       | Manuel Puerto    | Selección de Cundinamarca    | + 00:08:06 |
| 5º       | Gustavo Rincón   | Selección de Cundinamarca    | + 00:09:29 |
| 6º       | Luis Reategui    | Selección de Valle del Cauca | + 00:11:02 |
| 7º       | Fernando Fontes  | Selección de Táchira         | + 00:13:39 |
| 8º       | Augusto Estrada  | Selección de Antioquia       | + 00:16:59 |
| 9º       | Álvaro Ospina    | Selección de Valle del Cauca | + 00:17:12 |
| 10º      | Jairo Grijalba   | Selección de Valle del Cauca | + 00:19:16 |

### Clasificación por puntos
| Posición | Ciclista     | Equipo       | Puntos |
|          | Bandera de ? | Bandera de ? |        |
| 2°       | Bandera de ? | Bandera de ? |        |
| 3°       | Bandera de ? | Bandera de ? |        |

### Clasificación de la montaña
| Posición | Ciclista        | Equipo                       | Puntos |
|          | Óscar González  | Selección de Antioquia       | 24     |
| 2°       | Fernando Fontes | Selección de Táchira         | 20     |
| 3°       | Luis Reategui   | Selección de Valle del Cauca | 10     |

### Clasificación de los sprints
| Posición | Ciclista      | Equipo                       | Puntos |
|          | Luis Díaz     | Selección de Valle del Cauca | 40     |
| 2°       | Eugenio Piwen | Selección de Zulia           | 40     |
| 3°       | José Garcés   | Selección de Valle del Cauca | 35     |

### Clasificación sub-23
| Posición | Ciclista     | Equipo       | Tiempo |
|          | Bandera de ? | Bandera de ? |        |
| 2°       | Bandera de ? | Bandera de ? |        |
| 3°       | Bandera de ? | Bandera de ? |        |

### Clasificación por equipos
| Posición | Equipo                       | Tiempo       |
|          | Selección de Cundinamarca    | Bandera de ? |
| 2°       | Selección de Táchira         | Bandera de ? |
| 3°       | Selección de Valle del Cauca | Bandera de ? |